# Димитриос Варсос
Димитриос Варсос (на гръцки: Δημήτριος Βάρσος) е гръцки андартски капитан, деец на гръцката въоръжена пропаганда в Македония.

## Биография
Варсос е роден в Атина, Гърция. Присъединява се към гръцката пропаганда в Македония. Константинос Мазаракис го определя като капитан от първи ред. Действа в Мъглен под общото командване на Христос Карапанос. При избухването на Младотурската революция през лятото на 1908 година зедно с Евангелос Крикелас и Христо Чочо от Бахово влиза в Съботско.